# Міст Сімонаса Даукантаса
Міст Сімонаса Даукантаса (лит. Simono Daukanto tiltas) — пішохідний вантовий міст через річку Німан у Каунасі, Литва. Поєднує центр міста з островом Нямунас.

## Розташування
Розташований в створі вулиці Даукантаса.
Вище за течією знаходиться міст по вул. Адама Міцкевича, нижче — пішохідний міст по вул. Майроніса.

## Назва
Назва мосту дана за назвою вулиці Даукантаса, яка, в свою чергу, отримала назву на честь литовського історика і письменника-просвітителя Сімонаса Даукантаса.

## Історія
Міст побудований в 1988 році за проектом інженера Д. Жицкіса (лит. Darius Žickis) та архітектора А. Спріндиса (лит. Algimantas Sprindys). Роботи проводилися компанією AB «Kauno tiltai» під керівництвом інженера А. Мешкініса (лит. Alfonsas Meškinis).

## Конструкція

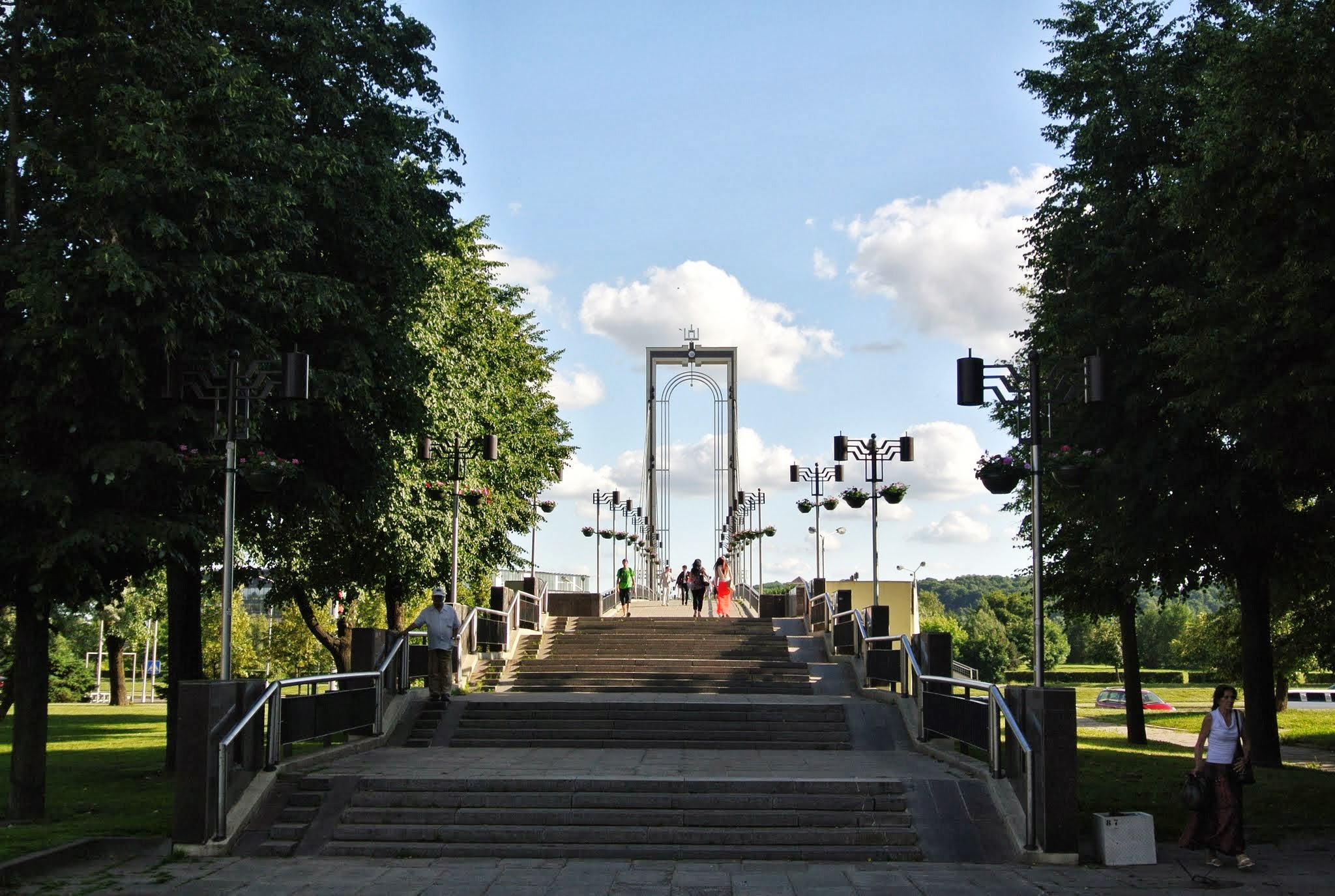
Вхід на міст з вул. Даукантаса

Міст складається з чотирьох прольотів, вантовий. Схема розбивки на прольоти: 22,1 + 2 х 52,5 + 22,1 м. Опори мосту монолітні, залізобетонні, на пальовій основі. Пілон мосту залізобетонний П-подібний, висотою 33 м. Довжина мосту складає 151 м, ширина — 5,5 м.
Міст призначений для руху пішоходів. Покриття — бетонні плити. Поручні металеві, з простим малюнком. На правому березі облаштовано сходовий спуск до проспекту короля Міндаугаса. На пілонах встановлені гранітні меморіальні дошки, присвячені польоту Юргіса Кайріса під мостом 4 липня 1996 року. На вершині пілона встановлено геральдичний знак «Гедимінові стовпи».